# Elmira (namn)
Elmira är ett kvinnonamn. Namnet är antingen en spansk form av det arabiska al amirah som betyder härskarinna, eller en rysk revolutionär backronym för  "электрификация мира", elektrifikatsiya mira (elektrifieringen av världen).
Den 31 december 2014 fanns det totalt 189 kvinnor folkbokförda i Sverige med namnet Elmira, varav 156 bar det som tilltalsnamn.
Namnsdag: saknas

## Personer med namnet Elmira
- Elmira Arikan, svensk skådespelare